# Ken’ichi Mishima
Ken’ichi Mishima (jap. 三島 憲一, Mishima Ken’ichi; * 11. November 1942 in der Präfektur Tokio) ist ein japanischer Sozialphilosoph und Hochschullehrer.

## Leben
Mishima studierte Philosophie, Germanistik und vergleichende Literatur- und Kulturwissenschaft an der Universität Tokio. Zwischen 1970 und 1980 verbrachte er einige Jahre als Stipendiat des DAAD und der Alexander von Humboldt-Stiftung in Deutschland. Er war von 1994 bis 1995 Gast am Wissenschaftskolleg zu Berlin. Er war Professor an der Universität Osaka, bis er als Professor für Sozialphilosophie und zeitgenössische Philosophie an die Wirtschaftsuniversität Tokio wechselte. Mishima gilt als wichtiger Vermittler der sogenannten Kritischen Theorie in Ostasien. Weitere Schwerpunkte seiner Arbeit sind die moderne Philosophie, vor allem die Rezeption der Werke Friedrich Nietzsches und Walter Benjamins, die Theorie und Empirie der selektiven und multiplen Moderne sowie intellektuelle Diskurse in Deutschland.

## Auszeichnungen
- 1987: Philipp Franz von Siebold-Preis
- 2001: Eugen-und-Ilse-Seibold-Preis[1]
- 2011: Ehrendoktorwürde der Freien Universität Berlin[2][3]

## Schriften
Aufsätze
- Einige „unzulängliche Bemerkungen“ zum Thema: Max Weber und Japan, in: Wolfgang J. Mommsen, Wolfgang Schwentker (Hrsg.): Max Weber und das moderne Japan, Vandenhoeck & Ruprecht, Göttingen 1999, ISBN 9783525362419, S. 351 ff.
- Nietzsche in Japan from right to left. Rethinking the East-West dichotomy in entangled modernity, in: European Review, vol. 8, no. 4, Cambridge 2000, S. 59–69
- Ästhetisierung zwischen Hegemoniekritik und Selbstbehauptung, in: Iwo Amelung: Selbstbehauptungsdiskurse in Asien: China – Japan – Korea, Iudicium, 2003, ISBN 9783891298459, S. 25–47
- Des Pudels Kern. Seit Fukushima merkt die japanische Öffentlichkeit: Sie ist entmachtet, Die Zeit vom 5. Mai 2011, Seite 54